# Mayenne (rzeka)
Mayenne (wym. [mɛjɛnə]) – rzeka w zachodniej Francji. Jej źródło znajduje się w departamencie Orne, pomiędzy Pré-en-Pail i Alençon, łączy się z Sarthe w mieście Angers, tworząc Maine (prawy dopływ Loary).